# 大连公共交通
大连公共交通主要由公交车、有轨电车、无轨电车组成。大连市地处辽南丘陵地带，市内地形较崎岖且风力大，不适于自行车的骑行，因此自行车的使用不像其他中国城市一样普遍，而城市公共交通比较发达。

## 历史
大连市内公共交通可以上溯至1909年9月25日开通的第一条有轨电车线路。1927年，第一条公共汽车线路开通。1978年起，公共汽车成为城市客运的主要交通工具。如今，大连已形成由地铁、BRT、公共汽车、有轨电车、无轨电车等组成的门类齐全的城市公交网络，公交分担出行率达61%。2009年9月25日，大连公交迎来了它的百岁华诞。

## 公交

### 运营公司
大连公交客运集团有限公司，简称大连公交集团，前身可追溯至日本统治时期由满铁分离出来的大连都市交通株式会社。1945年，日军投降，苏军进驻大连，1946年4月1日，市政府接管大连都市交通株式会社，改称大连市交通公司。其后因配合行政区划调整原因多次更名，于1988年9月16日撤销，分拆为第一公共汽车公司、第二公共汽车公司、公共电车公司（后更名为现代轨道交通公司）三家互不隶属的公交公司。此前，大连市公共汽车联营公司于1987年12月成立，吸收社会富余运力参与城市公交客运。此后各家公交公司又各自引进外资建立合资或合作公交公司。至20世纪末，计有四家合资合作公交公司：与一汽公司合作的港濠、冠忠，与二汽公司合资的通利、通恒（通达公司存在时间短暂）。2006年7月，由当时的大连市第一公共汽车公司、大连市第二公共汽车公司、大连现代轨道交通公司、大连市公共汽车联营公司、大连明珠公用卡股份有限公司、大连交通广告有限公司合并组建现在的大连公交集团。
大连公交集团目前下属七个运营公司：汽车一分公司、汽车二分公司、汽车三分公司、汽车四分公司、汽车五分公司、瓦房店汽车分公司（六分）、电车分公司（七分）；金马快速轨道运营分公司在大连地铁运营有限公司成立前负责运营大连地铁3号线和大连地铁12号线，目前金马分公司已结业。四家合资合作公交公司已于大连公交集团成立后已逐步并入相应分公司。
2022年6月24日，大连公共交通建设投资集团有限公司正式成立。大连公交客运集团有限公司与大连地铁集团有限公司名义上进行了重组整合。
下列公司因其运行体系与公交较为相似，故常被认为是公交公司，但事实上由于某些原因并未被管理部门承认为公交公司，而是归长途客运部门管理，故公司名称中不含“公交”字样。这些公司运营的线路被定性为“公交化客运线路”，并在2016年前的很长一段时间内没有数字路号，而是使用起始站和终到站给线路命名。
- 大连交通运输集团（大连交运集团，大连交运）
- 辽宁渔业集团（辽渔集团）大连远辰客运公司
- 大连蓝星客运旅游汽车有限公司
- 大连正通客运有限公司

### 票价
大连公交现全部采用无人售票，前门上车、后门下车（DL3000型有轨电车为前后门上车、中门下车，DL6WA型有轨电车为中门上车、前后门下车），上车时投币，不设找零，有轨电车因车辆设计原因而设有监票员，但只监督乘客投币刷卡，不负责售票。BRT需乘客在进站时投币（刷卡），同电车一样设监票员。地铁需购买单程票、刷明珠卡或使用大连地铁e出行应用程序乘车码乘车。大部分线路全程单一票价1元人民币，极少数线路（主要是少部分线路、公交快线，以及部分非公交客运公司线路）为2元或以上。公交集团线路除201路外全部实行单一票价制，其他客运公司的2元及以上线路则采取分段点计价，即线路确定某一固定站点，不跨段的乘客（乘客上车时始至下车为止均未经过该站或恰好在此站上下车）只支付本段票价，而跨段乘客则需支付全程票价。大连没有执行累积计价制的线路。
票价可达2元以上（包括2元）的线路有：
- 201路有轨电车（详见201路票价）
- 503路、514路、523路、528路、531路、542路
- 全部9开头线路（包含两位数字的旅游线路和三位数字的公交快线）
- 旅游环路（票价30元，购票当日可凭车票在该线路任一站点乘坐同线路任何车辆）
- 旅游环路西线（票价10元，购票当日可凭车票在该线路任一站点乘坐同线路任何车辆）
- 远辰客运的1006路、1016路、1022路
- 远大客运的1101路、1121路
- 蓝星客运的1201路、1203路
- 由多家运营公司承包的2001路-2007路

乘车时除投币外还可使用“明珠卡”（见公交乘车卡一节）。另外，高龄人士还可以凭办理的老年人优待证享受优惠或免费待遇，学生也可凭办理的学生卡享受优惠。大连市区内已取消月票。

### 公交乘车卡
大连公交乘车卡称为“明珠公用卡”（大连银行另发行名为“明珠卡”的银行卡，与本卡无关），由大连公交集团明珠公用卡公司联合大连银行发行。名称来源可追溯至前中共中央总书记江泽民为大连的题词：“百年风雨洗礼 北方明珠生辉”（该题词可见于旧版普通卡卡面）。所对应的刷卡机主要由大连现代高技术集团制造。
大连公交对于刷卡乘客的折扣：
- 票价1元线路长度小于13公里（指乘客当次所乘线路的线路总长，与乘客乘坐距离无关，下同）刷卡9折优惠
- 票价1元线路长度大于13公里（包括BRT）刷卡9.5折优惠
- 票价2元线路刷卡9折优惠
- 201路段内0.9元，跨段1.3元，详见201路票价
- 地铁线路刷卡8折优惠
- 非公交集团线路优惠情况由企业自行决定

明珠卡可于大连银行各网点及大连公交集团、部分地铁站售票处购买、充值，其中特种纪念卡仅可在联合售票处购买。目前，在邮局，大商超市，地铁车站等也可以充值。普通卡押金30元，充值单位为20元、50元，即每次充值必须为20或50的整数倍或二者组合，例如20元、40元（20×2）、50元、70元（20+50）、90元（20×2+50）等。卡内最高余额1000元。不可透支。
近几年，明珠卡公司还发行了多种纪念卡，使用方式及计费与普通卡无异。
大连明珠卡还发行有学生卡、残疾人优待卡和老年优待卡等特殊卡种。
大连市明珠卡普通卡共有三个版本可以使用，现在正在发行的是第三个版本（非接触式住建部标准CPU卡）。
除大连市区公交及轨道交通外，明珠卡还可用于旅顺口区、金州区(大连开发区)、长海县公交（均无折扣），出租汽车（但大部分会拒绝刷卡结算），非大连公交客运集团的公交化线路。
另外大连市部分公交车使用银联闪付脱机刷卡机。

### 车辆

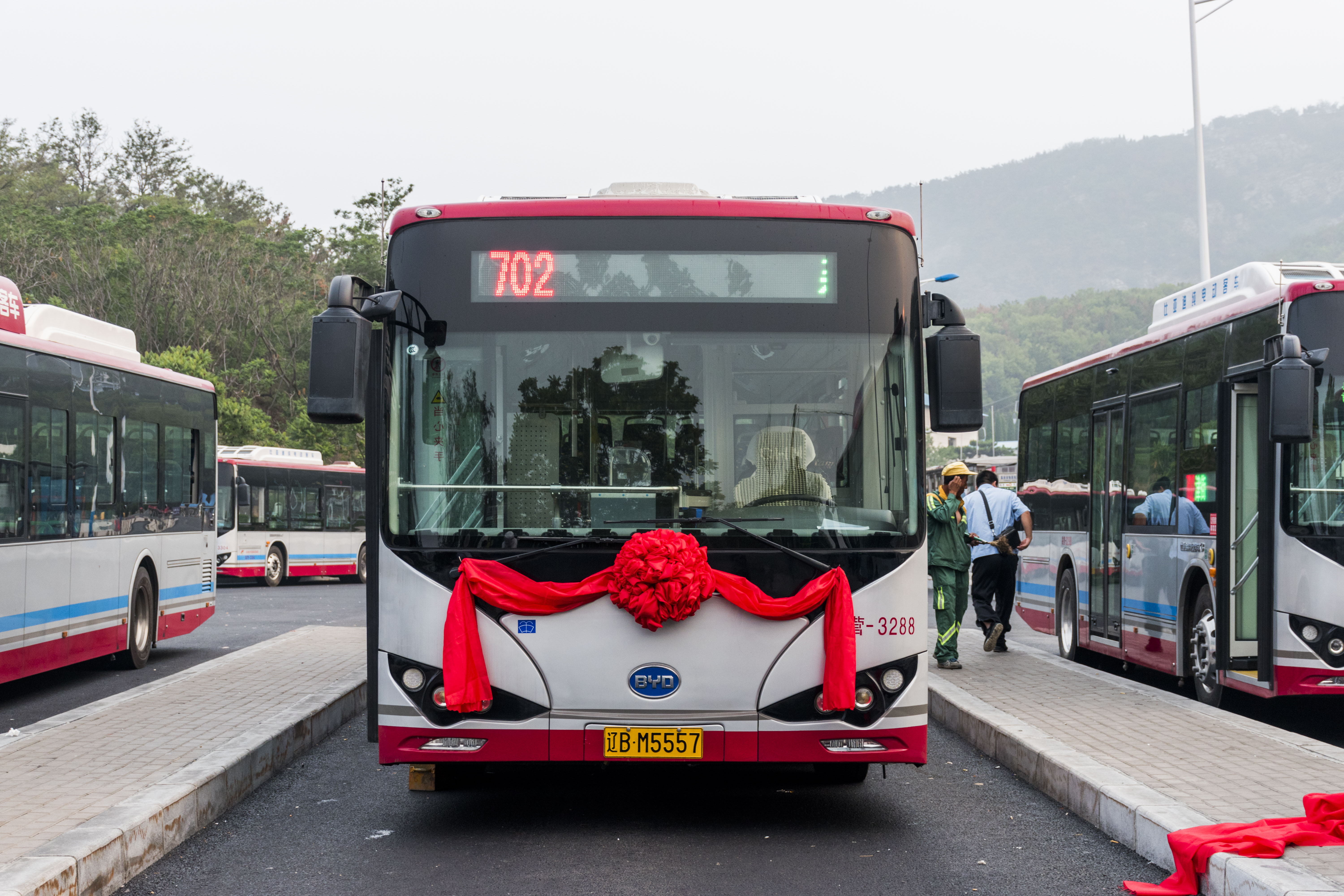
702路的比亚迪纯电动客车K8上线首日

目前大连公交集团正式运营车辆数目已超过4000辆。
大连公交车以12米为主，目前最小为6米级。纯电动逐渐占据主导地位。目前的主力车型是比亚迪K9系列纯电动客车，在2014年至2019年，大连公交大批量采购比亚迪纯电动客车。2024年，大连公交采购1032台中车电动公交车，原有1032台老旧车辆下线报废，柴油、天然气及混合动力车辆逐渐退出大连公交的舞台。
大连公交集团下属的电车工厂也曾于20世纪80-90年代生产过公交车，产量较大的型号有DL663、DL6154、DL6924、DL6100HG等。现已全部退出运营。
部分特色车型：
- DD6121HS5，一款为普通平头款，于2000年下半年和2001年上半年上线，2001年车辆中有20台为原一汽公司购置的空调车；另一款于2001年12月和2002年1月上线，后者外形为大连独有，部分人在型号后自行加注“改”字以示区别。曾服役于4、12、23、31、404等线路，其中23、404路又采用Allison自动档，是大连为数不多的自动档车型之一，目前此系列公交车已全部报废。
- DD6127S01，32台，运营于BRT，目前为止为全国独有车型，同线路另有DD6187S01，32台，常州有同型号车，现已报废。
- CA6124SH8，12台，柴电混合动力车，2008年北京奥运会期间11台车于奥运公交专线1路运营，奥运会后返回原产地；一台为样车。后转配15路，现已报废。
- CA6126SH8，共7批240台，柴电混合动力车，曾服役于15、19、23、24等线路，至2020年已全部报废。
- 无轨电车，辽宁省内现存的唯一无轨电车线路，也是全国少数使用杭州长江牌电车（CJWG150）的城市之一，现已报废。
- 有轨电车，详见大连有轨电车

远大客运的车型则相对统一，初期主力为江苏友谊ZGT6830DH（现已报废），后购入ZGT6101/6102（现已报废）。2007年起陆续购入大批ZK6108HGB（现已报废），2011年前后购入一批安凯客车。2015年前后又购入一批安凯。2020年起陆续购入大批HFF6100G9EV21。
远辰客运曾长期购买友谊牌客车，2009年购入少量宇通客车，2015年购入一批宇通客车，原有车辆大部分报废。
蓝星客运曾购入较多牡丹客车，2011年底购入2台ZGT6762DG（现已报废），2012年购入40台CA6901SH2（现已报废），2013年至2014年购入2批33台JS6936GHCJ（现已报废）。2019年购入2台JS6851GHBEV16、15台LCK6809EVG3A7、25台LCK6108EVG3A3。
正通客运于2008年开始营运时投入20台CA6900SH2（现已报废），2009年增加10台CA6901SH2（现已报废），2010年增加一台CA6123SH2（现已报废）。2013年购入12台JS6936GHCJ（现已报废）。2016年购入2批40台XML6105JEV70C（全部停驶），2018年至2019年购入2批17台LCK6108EVG3A3，2020年初购入12台HFF6109G03EV14。

#### 空调车
大连市内目前空调车大部分线路已普及，部分线路暂时因种种原因无法换空调车辆。

#### 双层巴士
20世纪90年代初，大陆一些大中城市兴起双层客车热，初期均为从香港购入二手双层巴士。随着这批车辆陆续接近报废年限，加之内地双层客车技术日趋成熟，各地又更换为国产品牌。大连于1993年开始在13路上使用香港二手双层客车，后于16、19路上使用国产的南京金陵和安徽淝河牌。这批车于2006年11月报废，更换为CA6123SH2（同时标志着CA品牌批量进入大连公交的开始），双层巴士正式淡出大连公交。2009年4月10日，大连公交集团新购的6台亚星双层客车在801路上线（已于2017年报废），双层巴士重返大连（后又增加3台），4月28日又将20台金陵双层投入16路运营（已于2017年报废）。2010年12月5日，8台“亚历山大”亚星双层在15路上线（已于2018年报废）。2011年12月5日，8台亚星双层在15路上线（已于2020年至2021年报废）。2013年6月4日，8台安凯双层在15路上线（已于2024年报废）。2025年3月，大连公交集团新购置的10台中车双层陆续在16路上线运营。
双层巴士退出大连之时，仍然保留两台敞篷金陵双层客车，但不再在线路上运营，直到2007年经过大修后才再次与乘客短暂见面，后停放于车场内，2009年报废。
电车工厂也曾试制过一台双层客车，后期交给公交集团瓦房店分公司，于2007年之前报废。

### 公交线路
大连公交线路按照号段划分大致如下表格。
| 线路              | 说明                                           | 运营单位                         | 票价  |
| ----------------- | ---------------------------------------------- | -------------------------------- | ----- |
| 1-51路            | 市区普通线路                                   | 大连公共交通建设投资集团有限公司 | 1元   |
| 90路              | 旅游线路，每年3月1日至11月30日期间运营         | 大连公共交通建设投资集团有限公司 | 2元   |
| 101路             | 无轨电车                                       | 大连公共交通建设投资集团有限公司 | 1元   |
| 201路 202路       | 有轨电车                                       | 大连公共交通建设投资集团有限公司 | 1-2元 |
| 303路             | 市区普通线路（300号段之历史不详）              | 大连公共交通建设投资集团有限公司 | 1元   |
| 403-414路         | 市区普通线路（原外资公交公司线路）             | 大连公共交通建设投资集团有限公司 | 1元   |
| 501-551路         | 市区普通线路或地铁接驳线路（原小公共汽车线路） | 大连公共交通建设投资集团有限公司 | 1-2元 |
| 602路 612路 613路 | 原为连接各大居民区线路，现为市区普通线路       | 大连公共交通建设投资集团有限公司 | 1元   |
| 701-716路         | 市区普通线路（原公汽联营公司线路）             | 大连公共交通建设投资集团有限公司 | 1元   |
| 801-819路         | 市区社区公交线路                               | 大连公共交通建设投资集团有限公司 | 1元   |
| 901-909路         | 市区普通线路（原空调巴士线路）                 | 大连公共交通建设投资集团有限公司 | 2元   |
| 931路 935路       | 市区工作日早高峰快线                           | 大连公共交通建设投资集团有限公司 | 2元   |
| 1001-1025路       | 远辰客运运营的公交化客运线路                   | 大连远辰客运有限公司             | 1-3元 |
| 1101-1127路       | 远大客运运营的公交化客运线路                   | 大连远大汽车客运有限公司         | 1-3元 |
| 1201-1203路       | 蓝星客运运营的公交化客运线路                   | 大连蓝星客运旅游汽车有限公司     | 1-2元 |
| 1301路 1302路     | 正通客运运营的公交化客运线路                   | 大连正通客运有限公司             | 1元   |
| 2001-2007路       | 民营企业运营的跨区域公交化客运线路             | 民营企业                         | 1-5元 |
| 旅游环路          | 旅游线路，每年4月1日至10月31日期间运营         | 大连公共交通建设投资集团有限公司 | 30元  |
| 旅游环路西线      | 旅游线路，每年4月1日至10月31日期间运营         | 大连公共交通建设投资集团有限公司 | 10元  |

### 有轨电车
大连有轨电车的历史始于1909年。大连作为中国内地唯一的电车历史未曾中断过的城市，不仅保留了部分产于20世纪30年代的有轨电车，还在20世纪90年代至21世纪初研发生产了现代有轨电车。
日本專家在满洲國多個城市都建立了具規模的市內交通系統，其中在哈爾濱、大連、奉天（瀋陽）、新京（長春）設有電車系統，於撫順設有電氣化通勤鐵路。1909年9月25日，满铁运输部电气作业所在当时已处于日本统治下的大连开通了第一条有轨电车试验线路，标志着大连有轨电车和公共交通的開始，使大连成为全中華地區最早拥有有轨电车和公交的城市之一。该线路由电气游园（原动物园，今中心裕景）经大正通（今中山路、人民路）至大栈桥（今港湾桥），单程2.45公里。车辆为30台11型电车，车体由美国布列斯顿制造，底盘由英国蒙天吉布森制造，电气部分由德国制造，为木制复车台，每辆车定员72人，满载145人，当时俗称美国大木笼子。此后不断开辟新电车线路，于民主广场和解放广场建成两座轨线所。至1945年，电车共有11条线路，三个营业所，两个维修厂。
此外，日本人也曾計劃在奉天建設四條地下鐵，為1435標準軌、750V第三軌集電式設計，令奉天成為當時日本繼東京及大阪之後第三個建有地下鐵的城市，以顯示滿州國的建設成就。奉天地下鐵第一期原預計1942年動工，1948年完工；但由於戰事影響，日本人最後沒有能力展開工程。
1945年，苏联红军从日本手中接收大连，1946年4月1日接收大连都市交通株式会社并改造为大连市交通公司。70年代，由于城市发展需要，开始大范围拆除有轨电车。其中沙河口-周水子段3路有轨电车改为当时的3路汽车（现为BRT），今15路汽车即为当时有轨1路电改汽的线路。至20世纪末，全市仅剩下3条有轨电车线路：201路、202路、203路。1999年10月15日至2002年12月1日，202路进行改造，原有DL8000型部分报废，部分出售给长春（现于长春54路运营），更换为大连电车工厂生产的大连人牌DL6WA型铰接有轨电车。2006年6月10日至2007年12月30日，对201、203路进行改造，将两线合并，更换部分车辆为DL6WA型有轨电车，同时保留16台20世纪30年代由日本研制的、经过翻新改造的DL3000型电车于201路运营。
1970年代城市發展而拆卸軌道後，目前拥有两条有轨电车线路：201路、202路。
201路由海之韵公园始发（主要运行区间为华乐广场至兴工街，需要到海之韵公园方向的乘客，在华乐广场站下车免费换乘运行于华乐广场与海之韵公园区间的电车；从海之韵公园往兴工街方向去的乘客，原则上在上车时投币、刷卡或出示相关票证，但就实际情况而言，由于该线路分段计价，上下车均需刷卡，故通常是免费乘坐海之韵公园至华乐广场区间，在华乐广场站换乘开往兴工街方向的电车），沿鲁迅路、世纪街、长江路至终点兴工街，途经二七广场、三八广场、民主广场、大连火车站、北岗桥（大连汽车总站）、五一广场等地。除海之韵公园附近一小段路轨位于道路一侧，其余轨道遵从历史，均位于路中央。车辆为DL3000型电车和DL4000型有轨电车，于20世纪30年代日占时期生产，主要区别是前后车门的位置略有不同，于1996年前后和2007年改造，以及15台大连公交集团电车工厂于2007-2008年生产的“大连人”牌DL6WA型铰接有轨电车混编。201路具体站点：海之韵公园、金广东海岸、海昌欣城、华乐广场、春海街、寺儿沟、二七广场、三八广场、世纪街、民主广场、民生街、胜利桥、大连火车站、东关街、市场街、北京街、大同街、五一广场、振工街、兴工街。
202路由小平岛前始发，沿黄浦路、中山路、西安路至终点兴工街，途经七贤岭、海事大学、黑石礁、化物所、星海广场、和平广场、解放广场、西安路商业圈等地。车辆为40台分批生产的“大连人”牌DL6WA型铰接有轨电车和中车大连机车车辆厂制造的有轨电车，202路具体站点：小平岛前、河口、七贤岭、中国华录、七贤岭地铁站、万达广场、海事大学、学苑广场地铁站、黑石礁、星海公园、大医二院、化物所、星海广场、会展中心、和平广场、功成街、解放广场、锦辉商城、兴工街。

### 无轨电车
大连于1959年开始建设无轨电车，1960年竣工通车。当时的线路是大连站至泉涌街，后延伸至马栏子，即今马栏广场。初期路号为无轨1路，后规范路号时改为101路至今。2006年10月，由电车工厂生产的无轨电车全数报废，更换为36台扬子江牌WGD61U型单车（其中2台作为教练车）和25台杭州长江CJWG150型铰接电车。设一座专用车场。目前是辽宁省乃至全东北唯一仅存的无轨电车线路。2015年原有WGD61U绝大部分报废（一台教练车未报废），新增35台ZK5125B。2016年原有CJWG150绝大部分报废（一台停驶车未报废），同年至2017年，30台JNP6120BEV1陆续上线运营。2024年10月，WGD61U教练车报废。
历史上曾有另一条无轨电车线路，70年代拆除青泥洼桥经解放路至老虎滩的有轨电车，改建为无轨电车，当时称为无轨2路。后规范路号时改为102路。1998年末线路撤销，改为汽车线路，路号也改为2路。

### BRT（快速公交）
大连的BRT（Bus Rapid Transit，快速公交）是东北地区第一条、全国第五条快速公交线路。目前仅有一条线路，由张前北路经松江路、华北路至兴工街，于2007年5月中旬开工建设，2008年1月15日开始试运营，2008年1月18日正式开通。线路全长13.7公里，单程运行35分钟左右。快速公交取代了线路基本相似的原3路公交车。
BRT1路采取与大连普通线路相同的无人售票制，但投币刷卡与轨道交通相似，即进入站台时投币或刷卡。票价与绝大部分线路相同，单一票制1元，刷明珠IC卡0.95元。
与北京快速公交1号线相似，大连BRT大部分路段为封闭专用车道，其中华北路南口至周水前桥南路段、双向周水子站区、双向泡崖村站区、北行友谊桥站区专用车道位于道路中间，泡崖村至美林公园段专用车道位于道路一侧，其余路段受条件限制与社会车辆混行。同站台乘客可免费换乘允许进入相应专用道、在本站台正常停靠的公交线路。站台早期设计为岛式封闭站台，位于专用道中间，后因专用道内需引入部分普通公交线路，遂改为侧式站台，大部分采用天桥进出；车辆也采用传统的右侧开门。线路专有信号灯，但受道路车流量条件限制，故未实行优先通行。BRT也是大连市内第一条使用GPS自动报站的线路。
该线路自开通以来就有争议。反对者称独占专用道浪费道路资源导致道路拥堵加剧；而支持者反驳称开通BRT同时撤销调整部分普通线路，同时载客量增加，一定程度上中和了对道路的占用情况，更指出BRT的重要特征之一即是路权专有，否则无法保证线路通畅，影响车辆行驶速度。

### 小公共汽车
大连的第一条小公汽是开通于1998年5月1日、由青泥洼桥至虎滩新区的521路。开通初期的作用是缓解对应的大公交线路压力或方便大公交难以进入的小区的居民出行，目前前者作用已基本消失。大连小公汽较为规范，与大公交一样按固定线路运营且仅可在规定站点上下客。与大公交线路的主要区别是车型一般较小（7-9米级）以及运营时间稍短。部分小公汽因后来客流增长而升级为大公交线路。目前大连公交已没有小公共汽车这一概念。

### 郊区公交

#### 旅顺口区
旅顺口区的公交线路由大连交运集团旅顺公交汽车分公司（交运集团另设旅顺客运分公司，与公交汽车分公司关系密切）运营，现有44条线路，实现了全区客运线路公交化。2008年10月起全面实行无人售票制，之前设售票员于后门。车型较为统一，现主力车型为HFF6120G03CHEV-2型。1-10路、12-14路、28路、33路、82路、215路、216路、开发区1路、开发区2路、开发区环路、工业园区环路票价1元，11路、17-20路、31路、32路、204-212路、217-252路实行分段计价制（分段点制），票价1元至3元。

#### 金普新区
大连市金普新区的路面公交由多家企业经营。
其中，大连德泰交通客运有限公司运营14条完全处于开发区区域内的公交线路，大多执行普通车单一票价1元、空调车投币2元、刷卡1元的票价政策（只有15路作为公交快车单一票价两元）。公司使用两种型号的宇通e10纯电动客车（ZK6105BEVG23、ZK6105BEVG55）、两种型号的宇通E8纯电动客车（ZK6805BEVG12、ZK6815BEVG3）、中通LCK6809EVGL纯电动客车。该公司另拥有两台LCK6108EVG12型纯电动客车（为早期试验性购置）及辽宁地区唯一一台亚星JS6108GHBEV18纯电动客车（为后期单独一个批次添置），均运营于11路。
| 路号 | 首末站                                       |
| ---- | -------------------------------------------- |
| 1    | 中山公汽-金洋小区                            |
| 2    | 中山公汽-松岚村                              |
| 3    | 西山小区-双D港（另存在前往丹田小区的加车）   |
| 4    | 杏林小区-思同公司                            |
| 5    | 大连大学-体育公园                            |
| 6    | 金马站-七彩柱                                |
| 7    | 五彩城北门-都悦里                            |
| 8    | 教师楼-红星首府（原为5路红星海）             |
| 9    | 海逸长洲-保税区医院（原为5路公交车的东线）   |
| 11   | 杏林小区-思同公司（原为4路公交车的东线）     |
| 12   | 五彩城北门-金湾山城（原为7路公交车的北线）   |
| 13   | 双D港环路                                    |
| 15   | 五彩城北门-大学城（原为7路公交车北线的快车） |
| 16   | 大连大学-卧龙园小区                          |
| 17   | 东北中交城-万科理想之光                      |

以上来源：
大连正达汽车客运有限公司运营11条大部处于金州区域内的公交线路（101至109路、111路、201路），执行普通车投币1元、刷卡9折，空调车投币或刷外地使用交通联合标准卡片2元、刷本地卡片1元的票价政策。值得一提的是，该公司曾经拥有两台18米DD6181S01型铰接客车（现已退役），于201路运营。该公司现主力车型为多种宇通10.5米级纯电动客车（ZK6105BEVG55、ZK6105BEVG67、ZK6106BEVG4）。
大连昊达汽车客运有限公司运营7条大部处于金州区域内的公交线路（113路、115至118路、503路、505路）以及2005、2006路两条跨区域线路。这家公司与正达汽车客运关系密切，存在互相调车的情况。除503、505、2005、2006四条线路因里程较长，执行分段计费政策外，其他线路执行与正达汽车客运有限公司一样的政策，使用ZK6105BEVG55型纯电动客车。
大连交运集团有限公司新北线寰通运业有限公司负责保税区管委会-东风日产、二十里堡-大连大学两条公交线路。其中，保税区管委会-东风日产线路为大连市氢能源示范工程线路，有上饶客车制造的SR6860FCEVGS1型氢燃料电池客车运行。
大连德泰交通客运有限公司运营820路、821路。
大连昌赫客运有限公司运营金普新区内的801-803、805-807、809、811路。2022年1月1日起，该公司还运营跨区线路2001路。除801路和809路执行单一票价2元外，全部线路执行分段计费、每段2元的票价政策，全程票价4至6元。车辆方面，801、802、807、809、811路使用ZK6105BEVG23型纯电动客车，803路使用ZK6105BEVG55型纯电动客车，805、806路混合使用这两种车辆。2001路仅使用ZK6106BEVG3、ZK6106BEVG4两种纯电动客车运行。
大连美丽村屯交通运输有限公司运营金普新区内的901-904路。

#### 普兰店区
大连普兰店龙威公共交通有限公司运营普兰店地区的全部线路，自2004年12月开始运营，当时开通6条公交线路，结束了普兰店市没有公交的历史。目前开通101-110路、112路、201-202路、302路，全部采用KLQ6109GAEVN10型纯电动客车，票价2元，单一票制计价。
2021年4月起至今，该公司由于无力偿还购车贷款，导致部分车辆被车辆厂商远程锁定（该公司自称“违法锁定”），曾一度无法正常运行公共交通服务。2024年8月9日，该公司又因亏损停运了多条公交线路，普兰店区交通运输局决定由大连交通运输集团有限公司作为临时运营企业，以保证区内公交能正常运营。

#### 瓦房店市
瓦房店市的公交公司是大连公交客运集团瓦房店汽车分公司，原为1976年1月成立的复县瓦房店公共汽车公司，1985年4月更名为瓦房店市公共汽车公司。1998年7月被大连市公共电车公司兼并，成为其下属的瓦房店汽车分公司。大连公交集团成立后，瓦房店汽车分公司又被改组为其下分公司之一。现有1-20路 26路 30-31路，共计23条公交线路，票价为1元。虽然为大连公交集团直属的子公司，但瓦房店分公司表现出一定的独立性，例如仍然保留月票、不可使用公交IC卡。除此之外，还有隶属于瓦房店市泓顺客运公司、分别于2007年2月9日和2008年起运营的瓦房店—老虎屯、瓦房店—太阳街道—复州城的集约化客运班线。
2007年9月5日，25台CA6123SH2型客车上线于瓦房店1路。其中部分车辆后来转入瓦房店3路，2015年全部报废。
2009年3月，30台CA6105SQ1型客车上线于瓦房店2路、6路、16路。其中10台车辆于2012年初下线停驶，2017年报废；19台车辆运营至2015年11月停驶，2017年报废；另1台车辆在2014年改为抢修车，使用至2022年9月报废。
2010年12月31日，10台CA6125SH2型客车上线于瓦房店1路，2018年11月5日这些车辆全部报废。
2012年1月，52台DD6892B02型客车和11台DD6109S32型客车上线运营，2021年全部报废。
2024年12月至2025年1月，8台TEG6701BEV01型客车、52台TEG6853BEV11型客车和40台TEG6105BEV34型客车上线运营。
瓦房店公交现有车型：DD6109B21 WK6110URN2 CA6125URN34 HK6601GQ5（已停驶） TEG6105BEV34 TEG6853BEV11 TEG6701BEV01，1路曾有公交集团电车工厂生产的双层巴士，已于2007年前报废。

##### 长兴岛
大连交运集团远大客运在长兴岛临港工业区开通有岛内公交线路，车隔约为30分钟，日配车数约3到4台，票价执行单一票制2元。

#### 庄河市
庄河市现有20条线路：
其中庄河市交通公共汽车有限公司运营103路、104路、105路、106路、107路、113路、114路、117路
庄河九洲公共汽车有限公司运营101路、102路、108路、109路、111路、112路、201路、202路
庄河市顺达客运有限公司运营601路、602路
大连交通运输集团花园口经济区客运有限公司运营花园口1路、2路
目前有3种车型：ZK6805BEVG3 EQ6800CACBEV4 WG6110BEVHR6

#### 长海县
现有11条线路分别在大长山岛、小长山岛、獐子岛、海洋岛、广鹿岛，配备车辆为HFF6100G39D、KLQ6108GE3、BJ6100C6MGB、HK6761G1、HFF6902GK51，大多票价1元（仅1路由于涉及跨越大长山岛和小长山岛，票价2元，在跨越岛屿时分段计费）

### 图集
按照品牌的拼音缩写排序。

#### 安凯

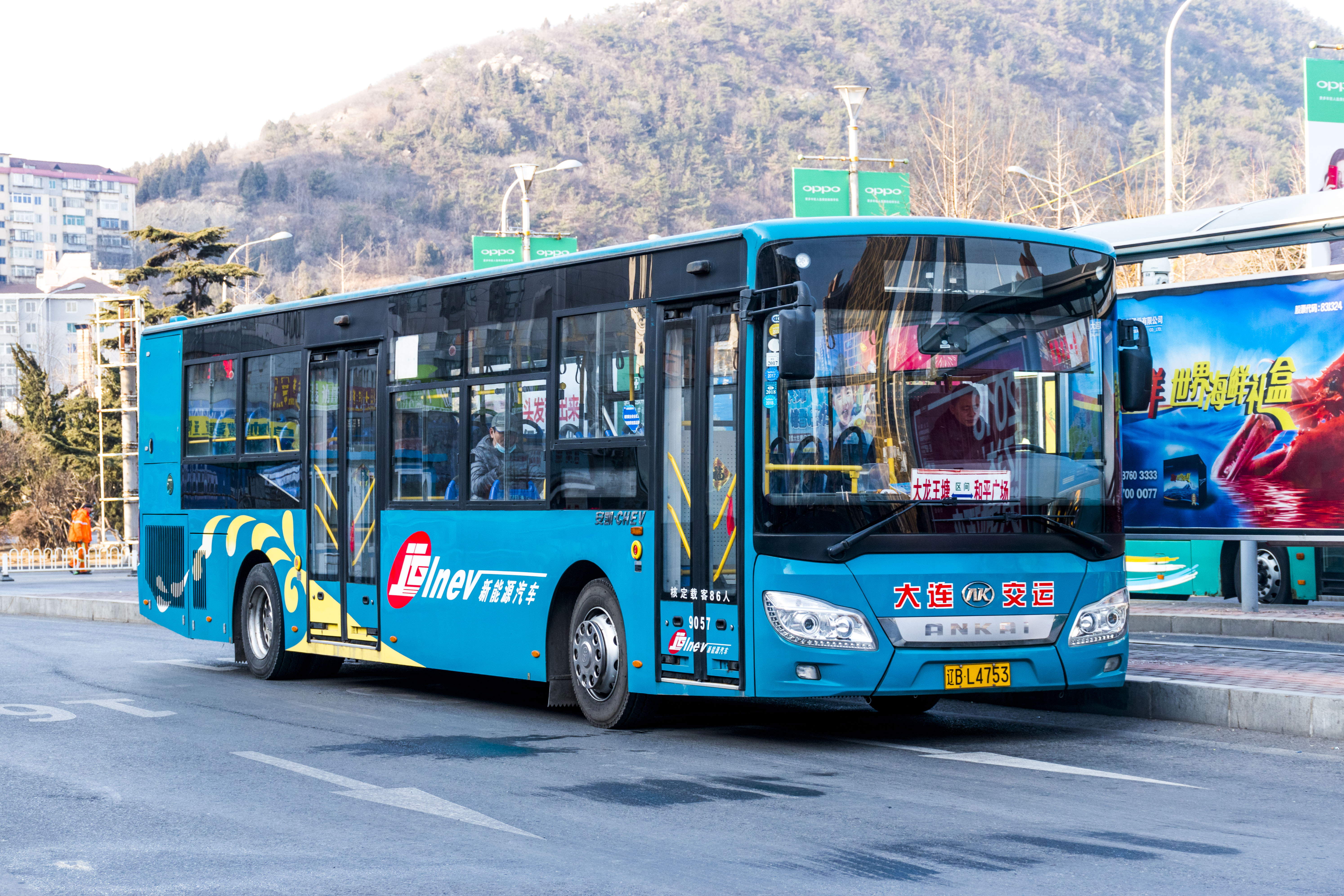
1121路使用的HFF6120G03CHEV-2

#### 比亚迪

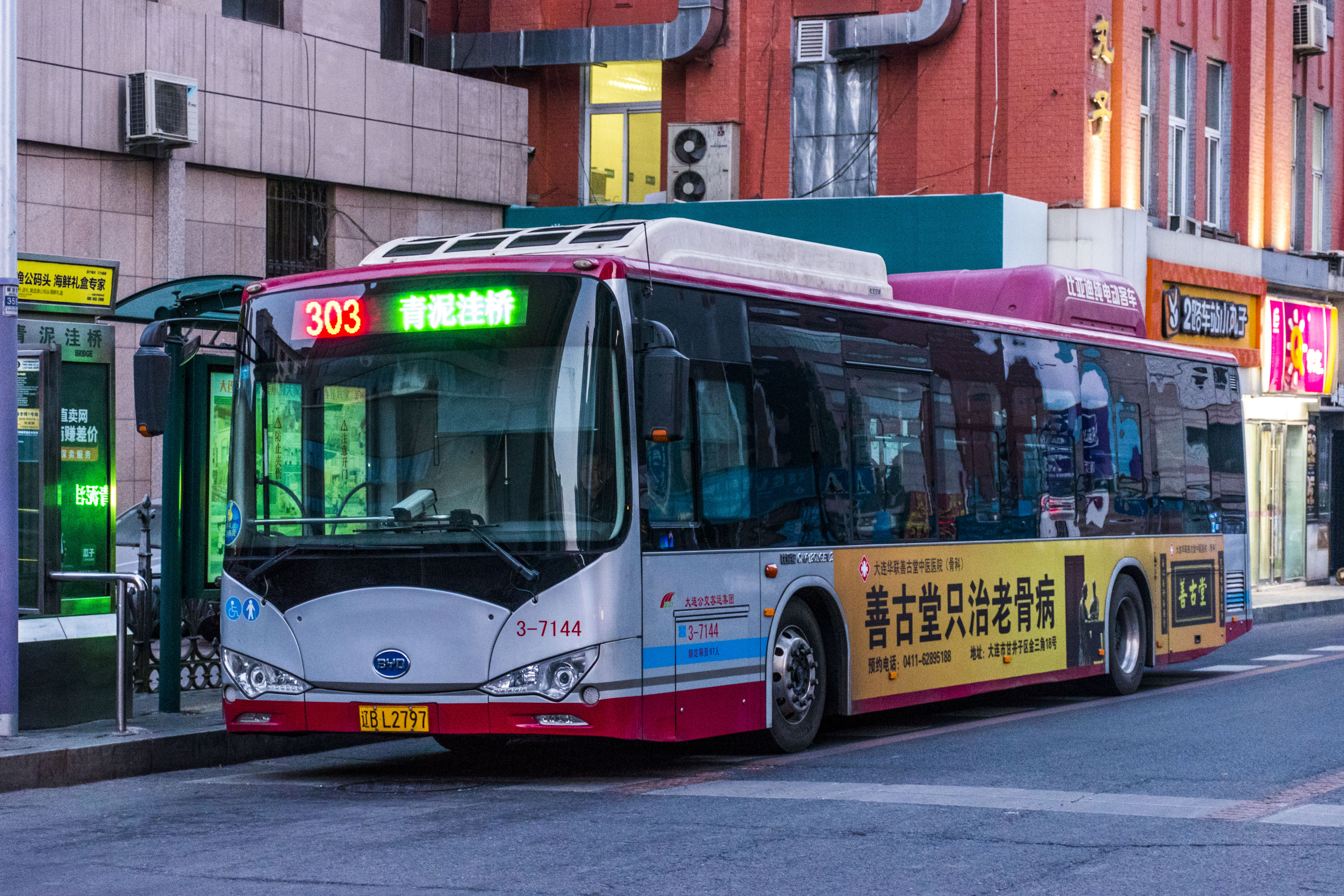
303路使用的比亚迪K9A（CK6120LGEV2）
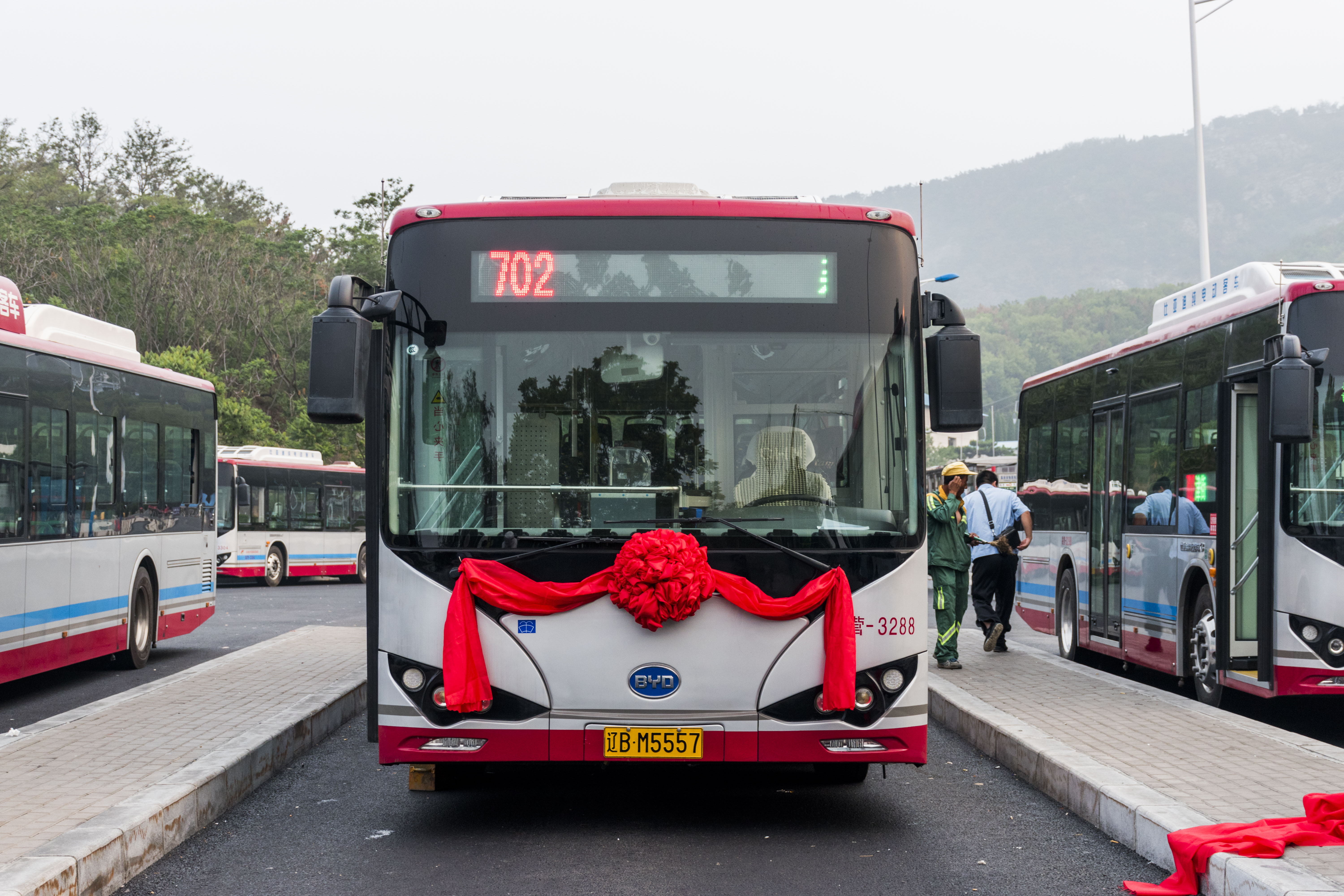
702路使用的比亚迪K8（CK6100LGEV2）

#### 华晨

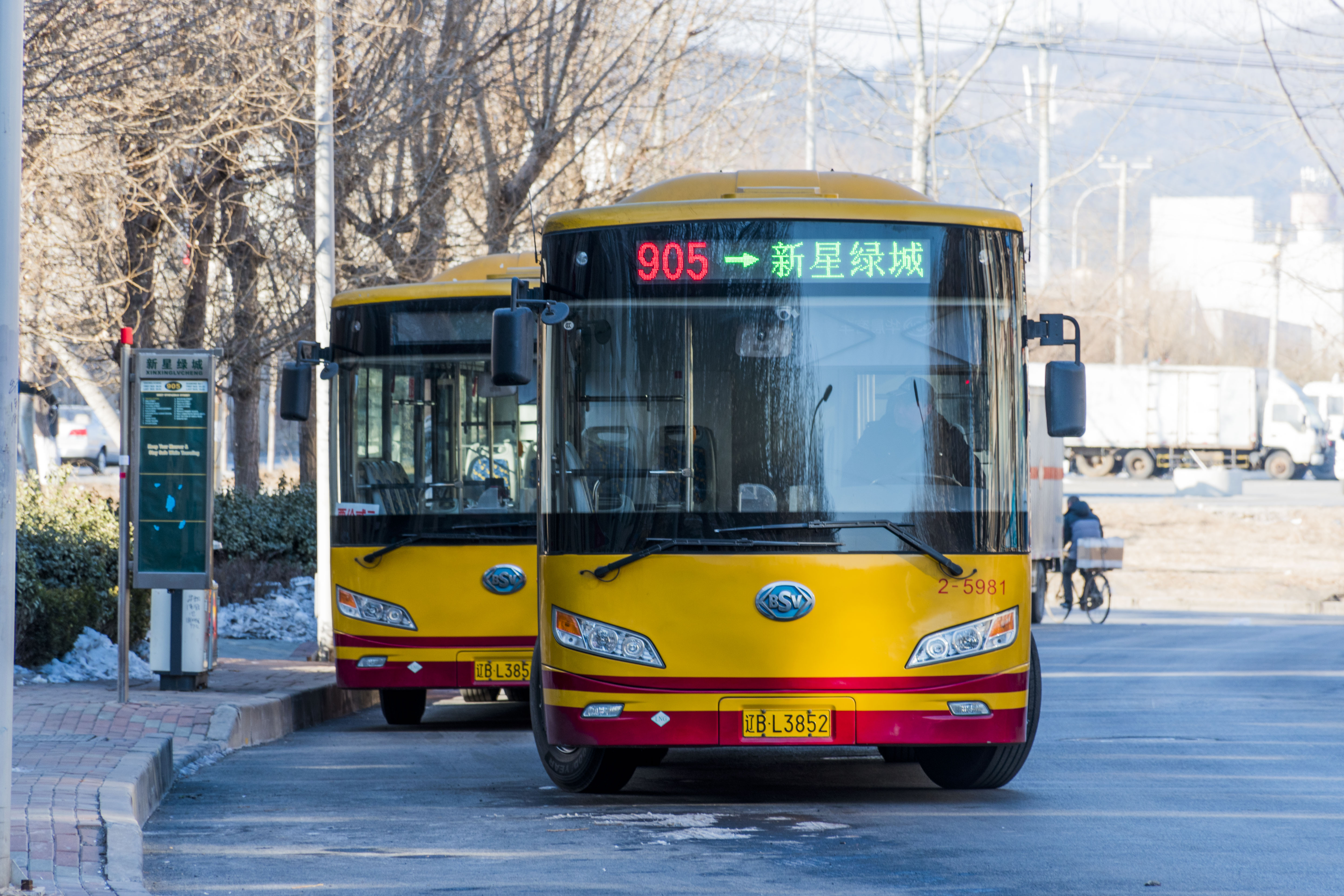
905使用的WK6110URN2

#### 历史图片

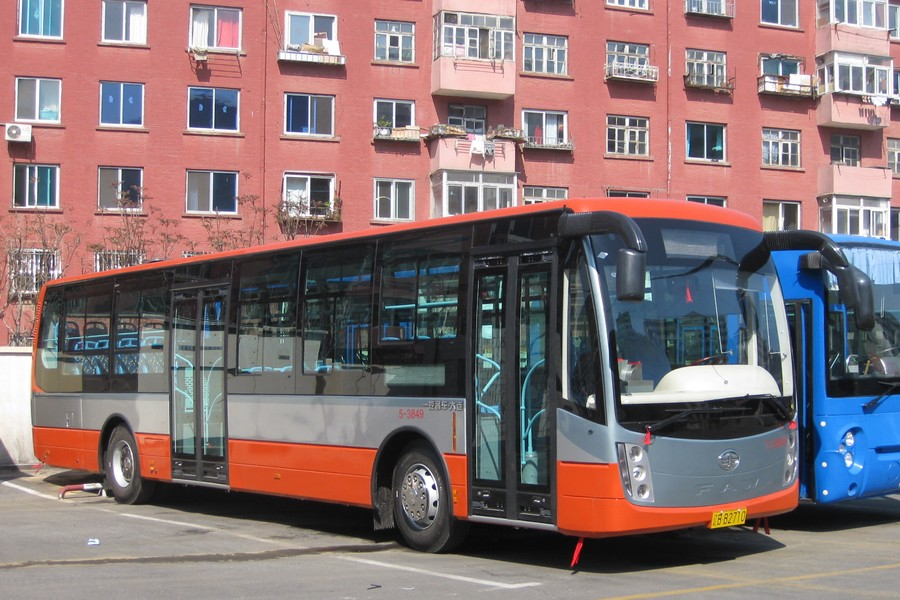
2009年批次CA6123SH2，2009年4月出厂，该批次涂装仿北京公交单车，现已报废；右侧蓝色车辆即为大连独有的一款DD6121HS5
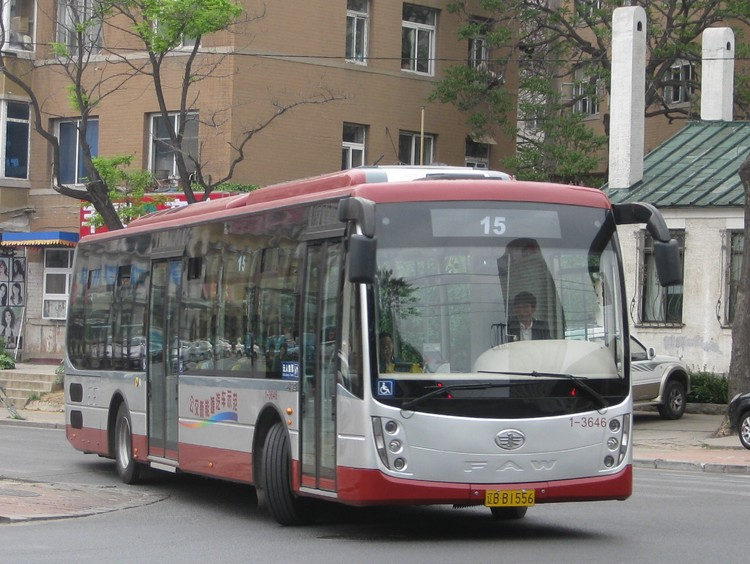
北京奥运会后接自北京的CA6124SH8混合动力车，由一汽集团大连客车厂生产，现已报废
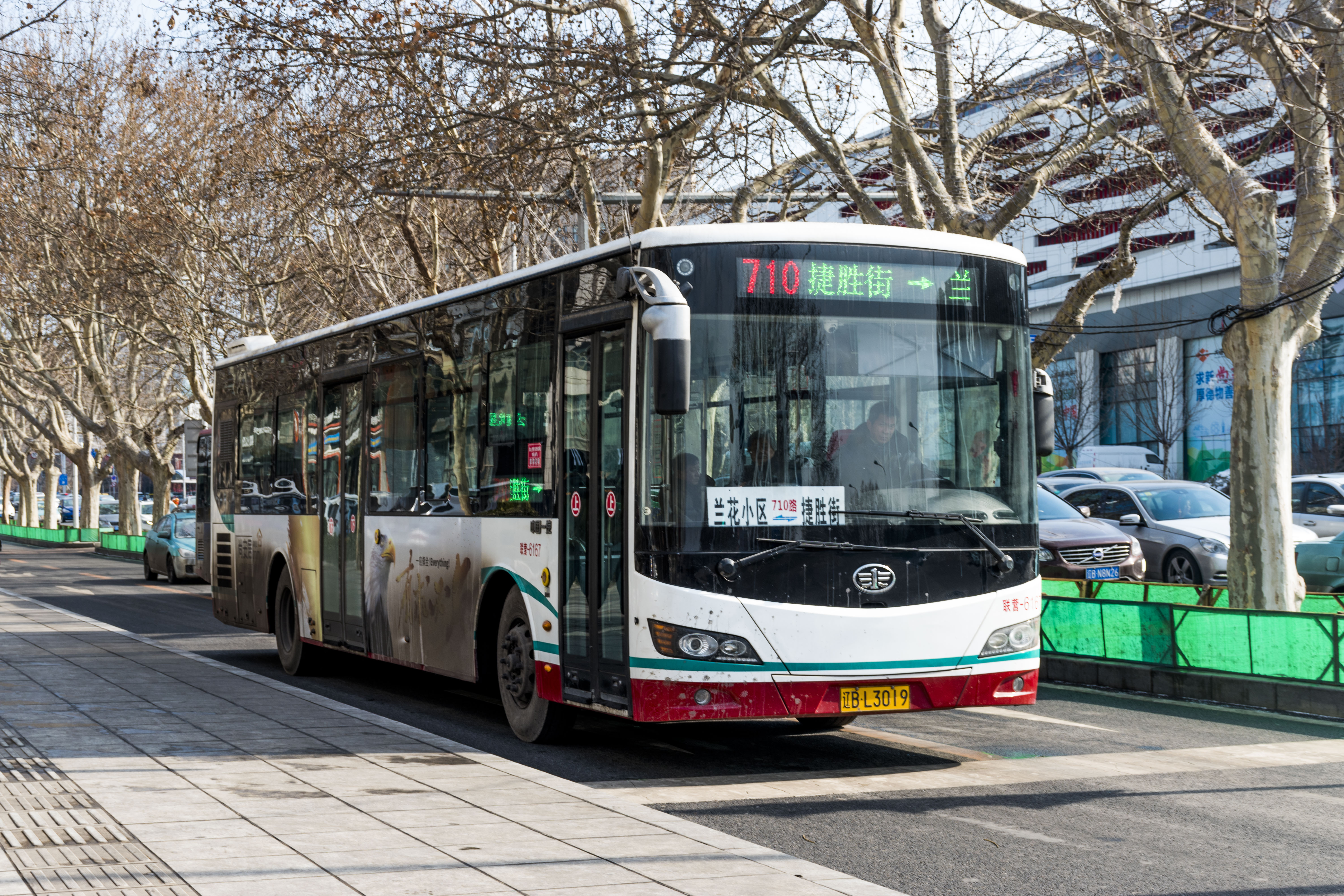
710路曾使用的CA6125URN34，现已转入其他线路
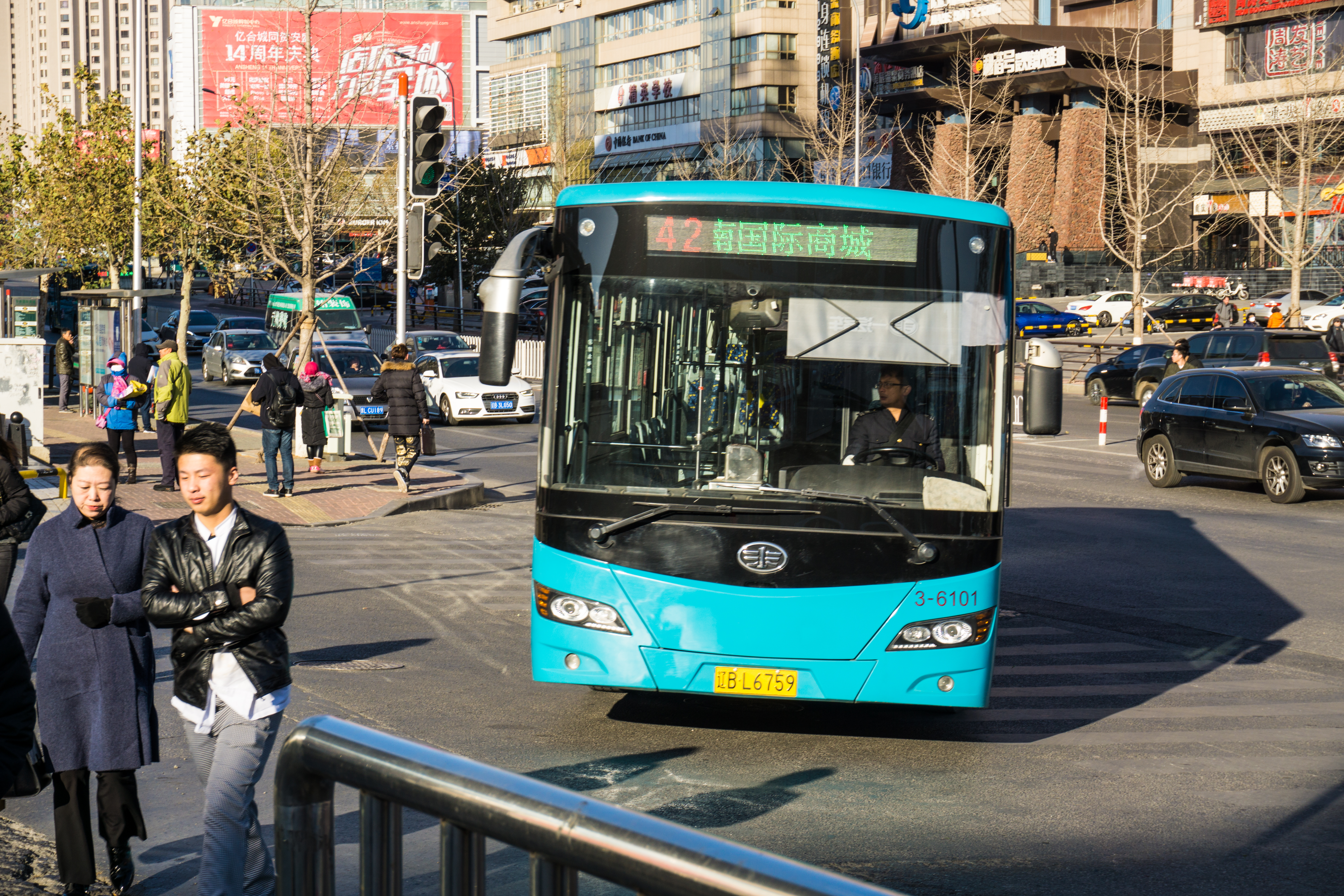
42路曾使用的CA6127URE31，现已报废
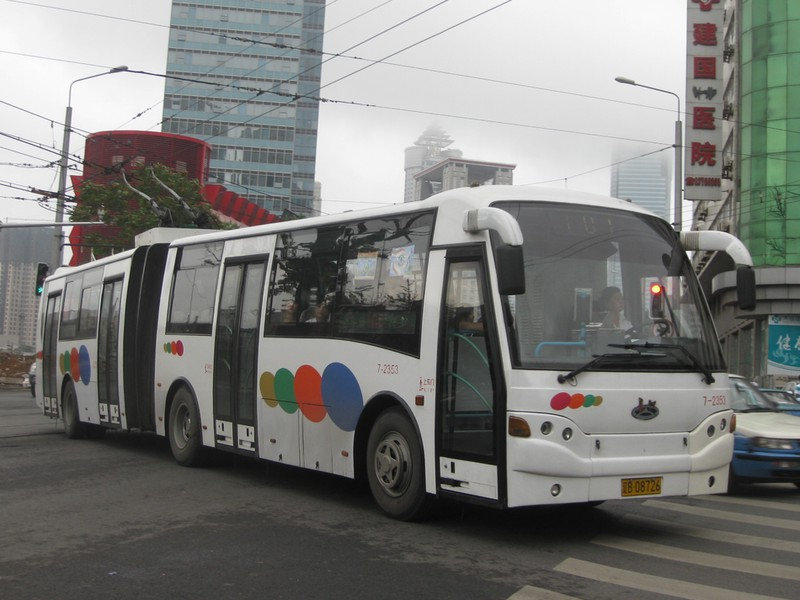
一辆CJWG150型无轨电车经过有轨电车与无轨电车分线处，该车现已报废
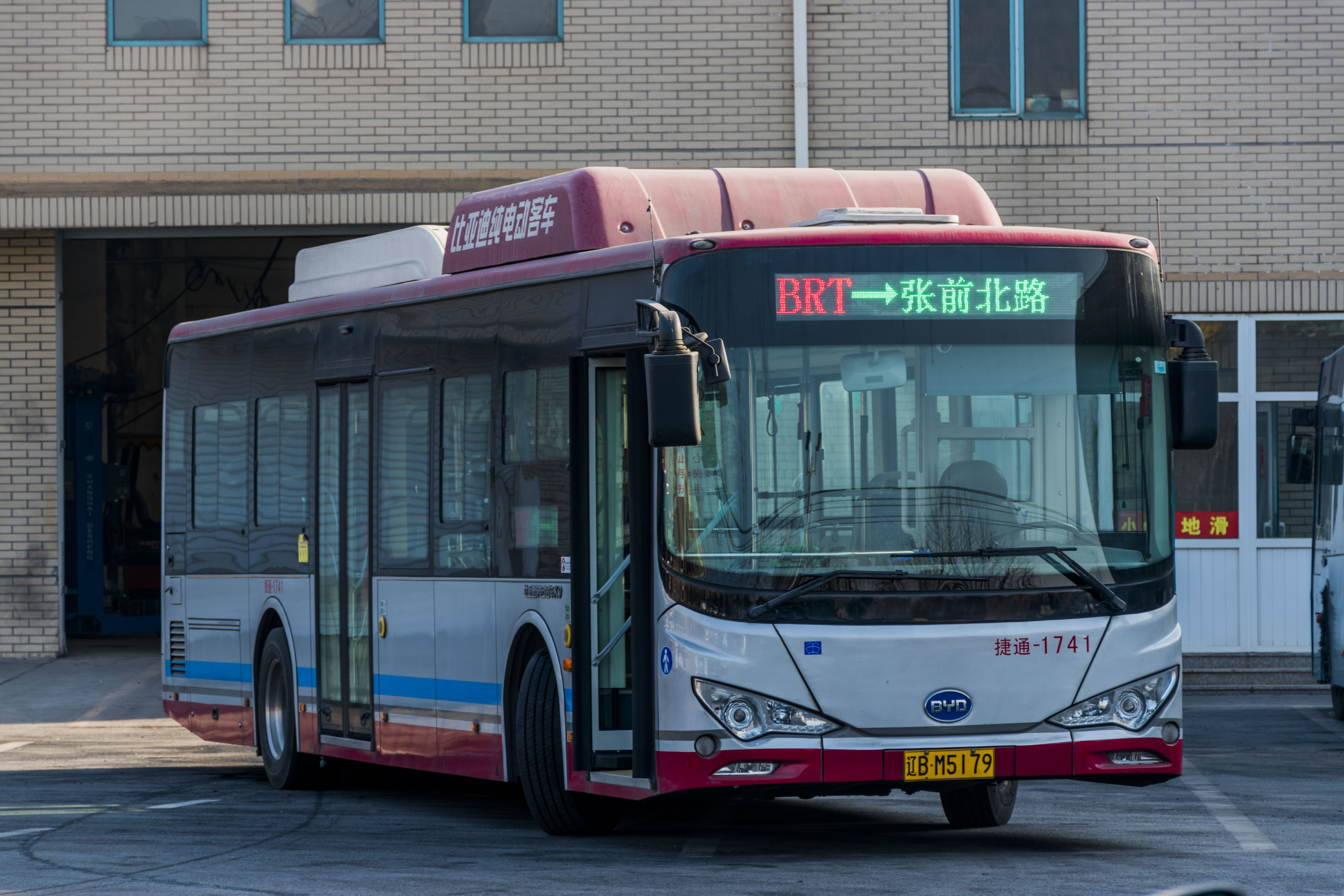
BRT曾使用的比亚迪K9F（CK6121LGEV），现已转入其他线路
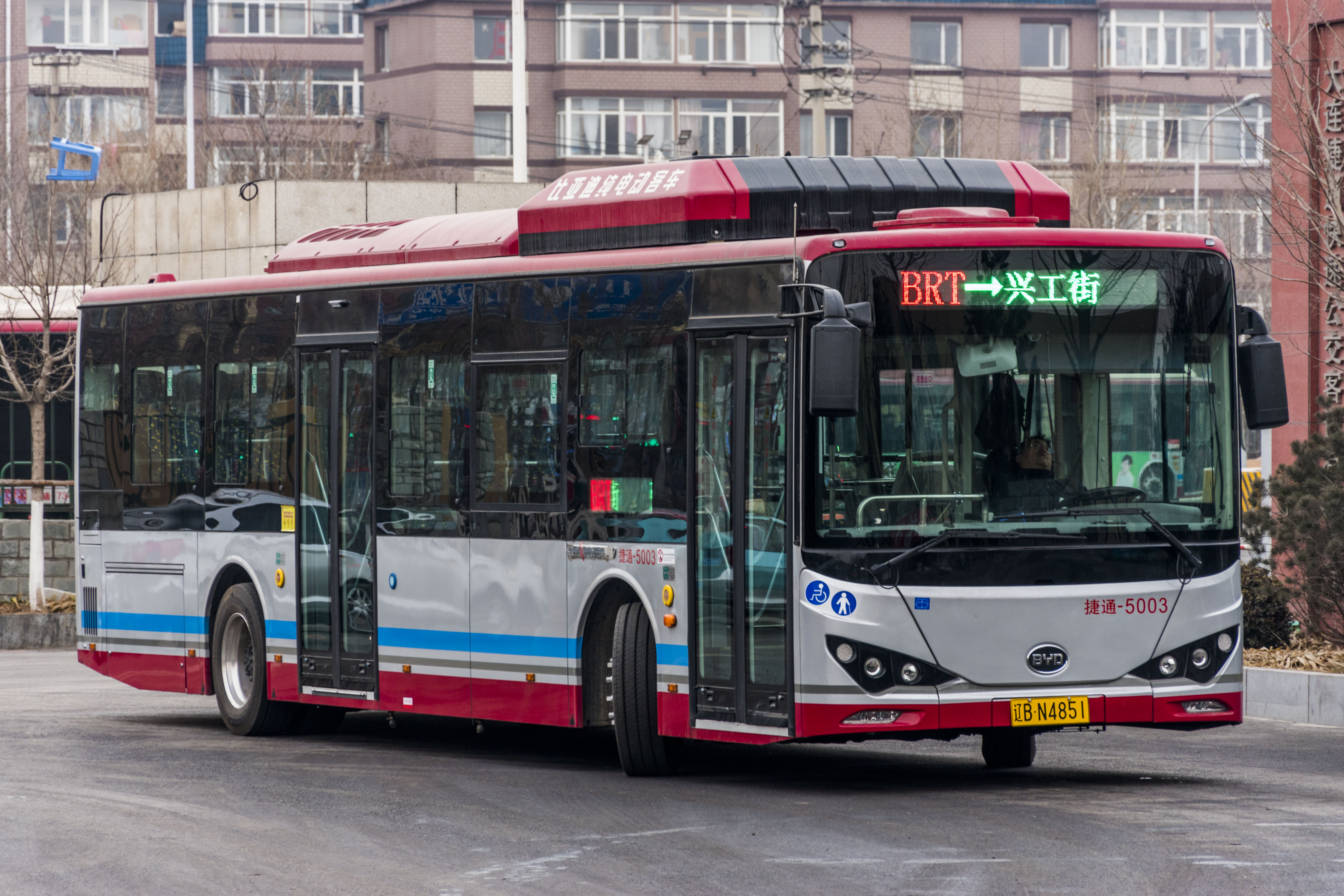
BRT曾使用的2017版比亚迪K9F（BYD6121LGEV3），现已转入其他线路
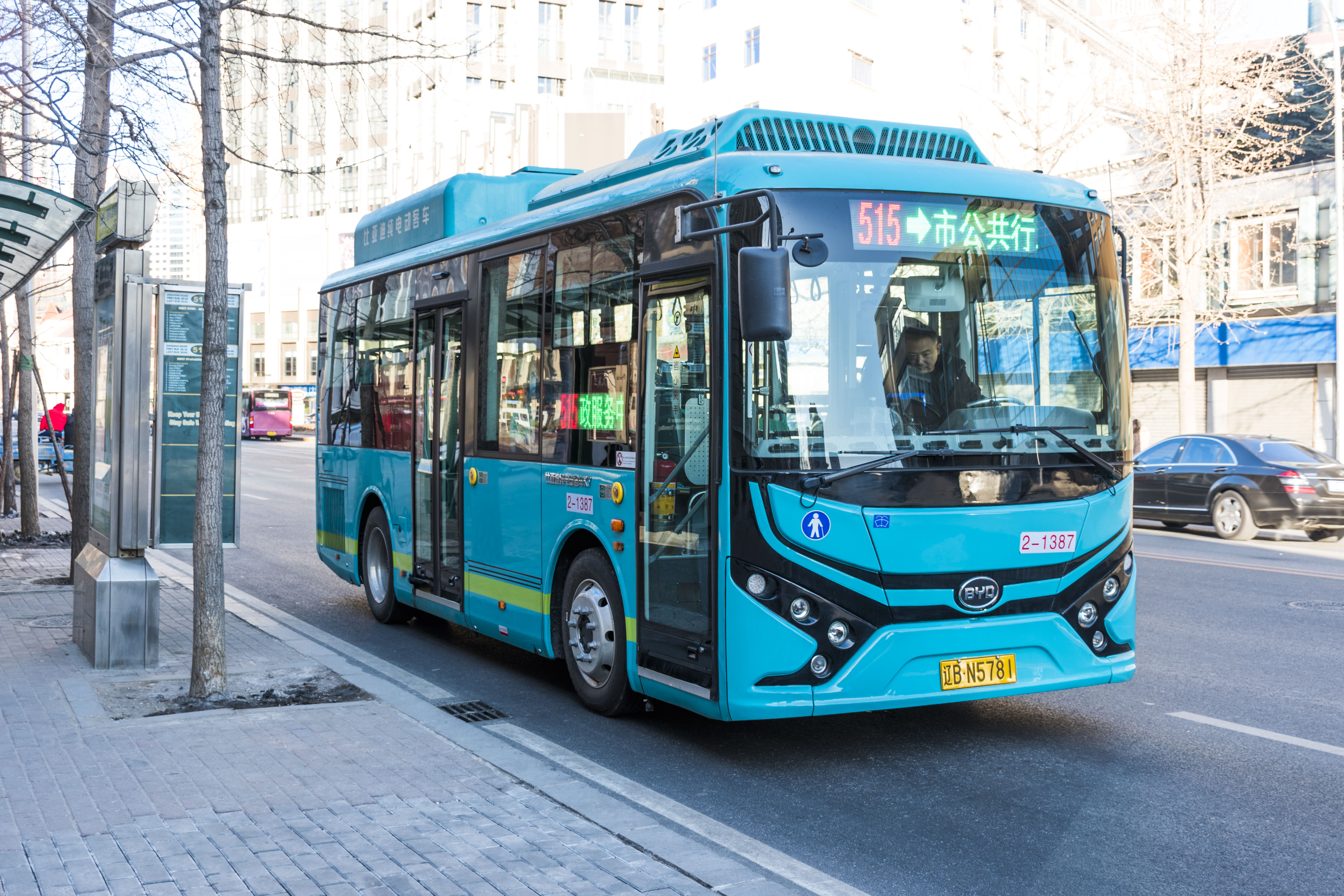
515路曾使用的比亚迪K7（BYD6810LZEV），现已转入其他线路
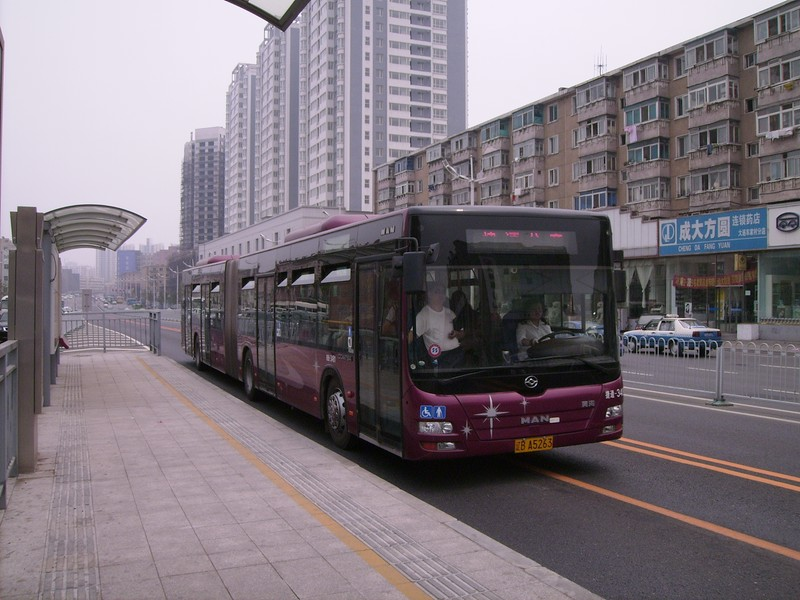
一辆DD6187S01正进入站台，该车现已报废
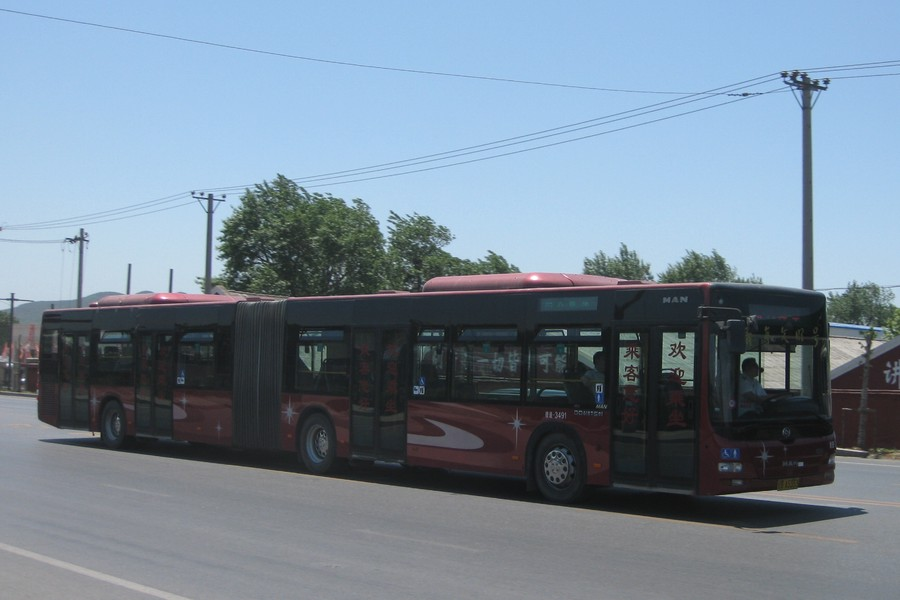
BRT曾使用的DD6187S01，现已报废
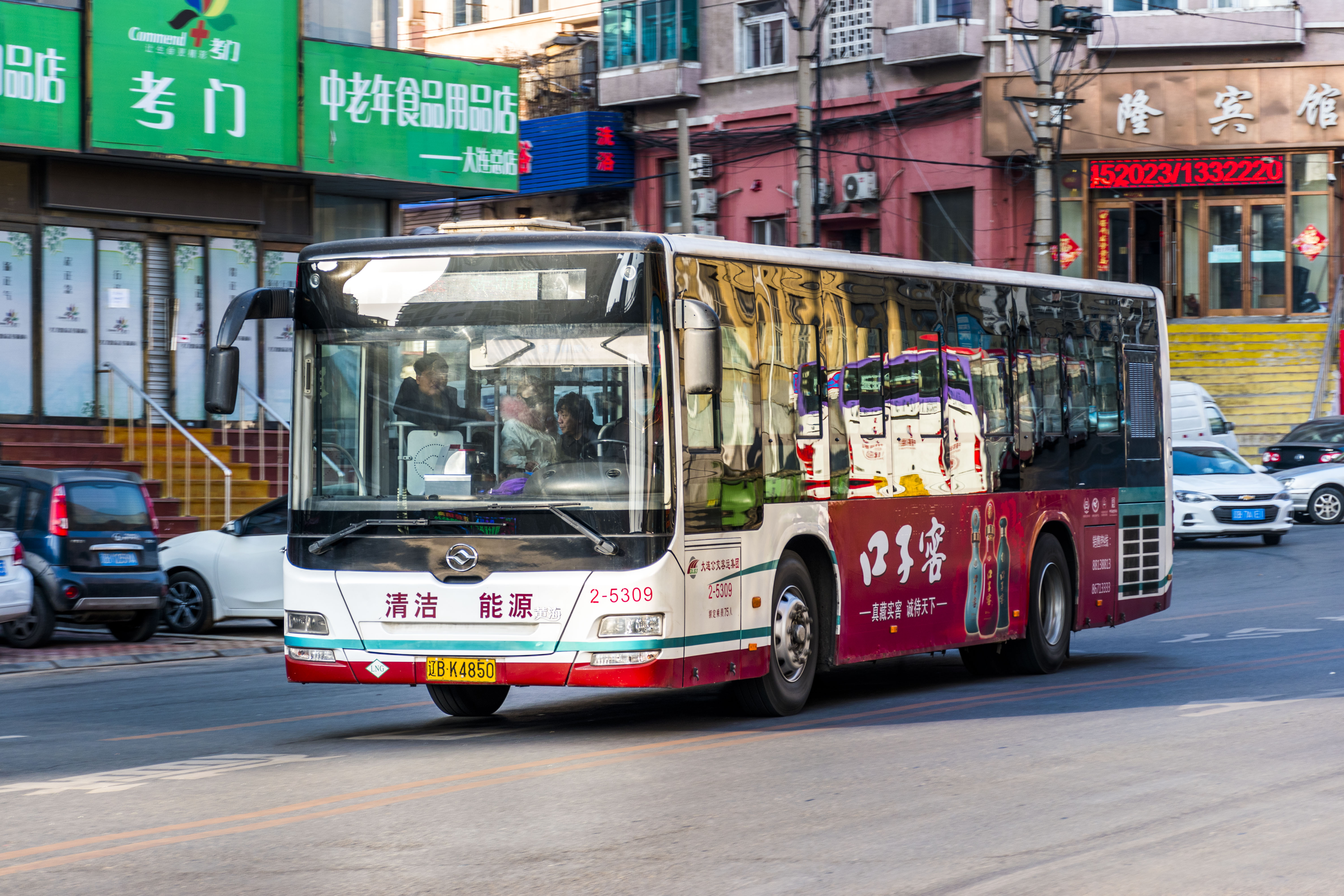
25路曾使用的DD6106B02，现已报废
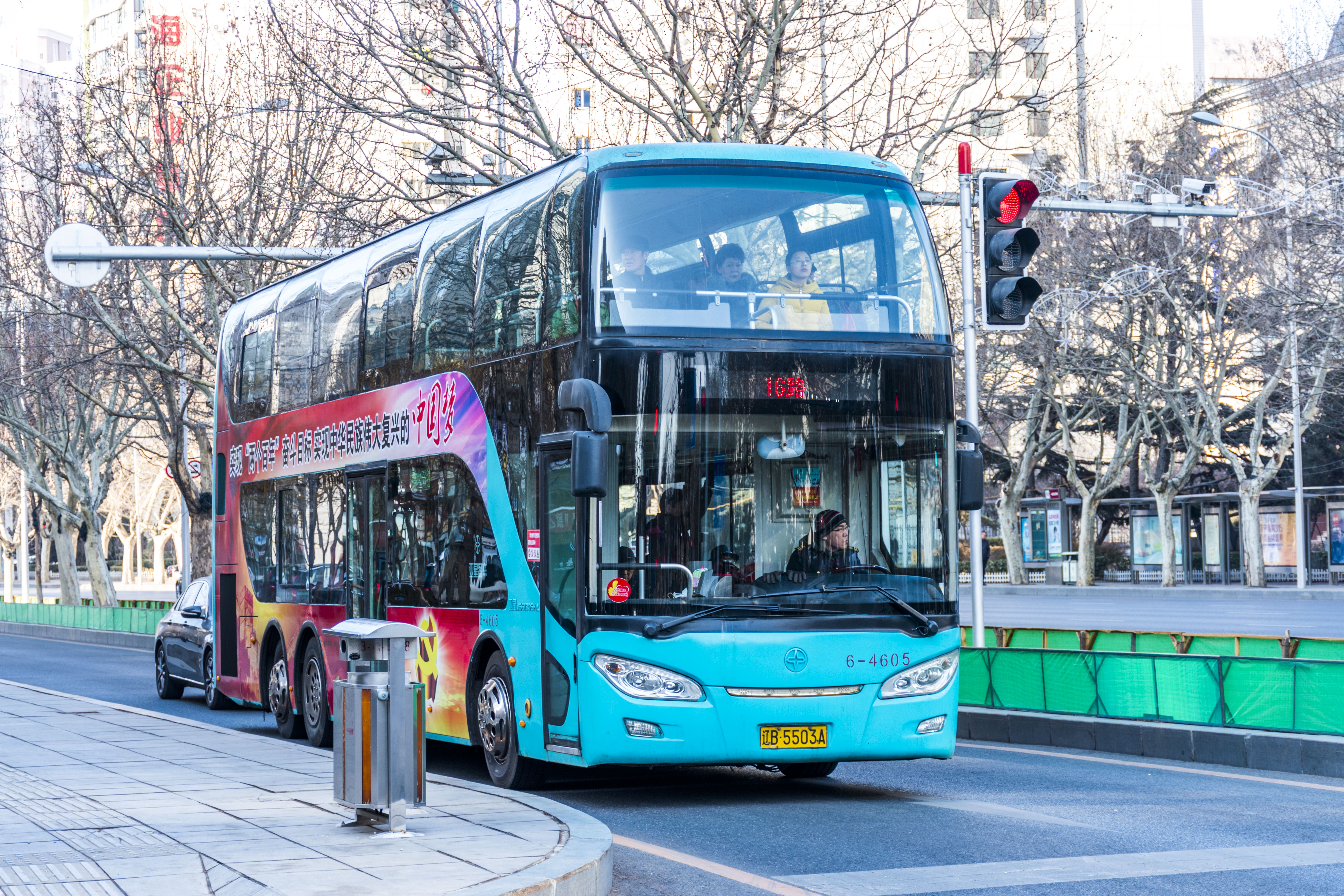
16路曾使用的JS6130SHA，现已报废
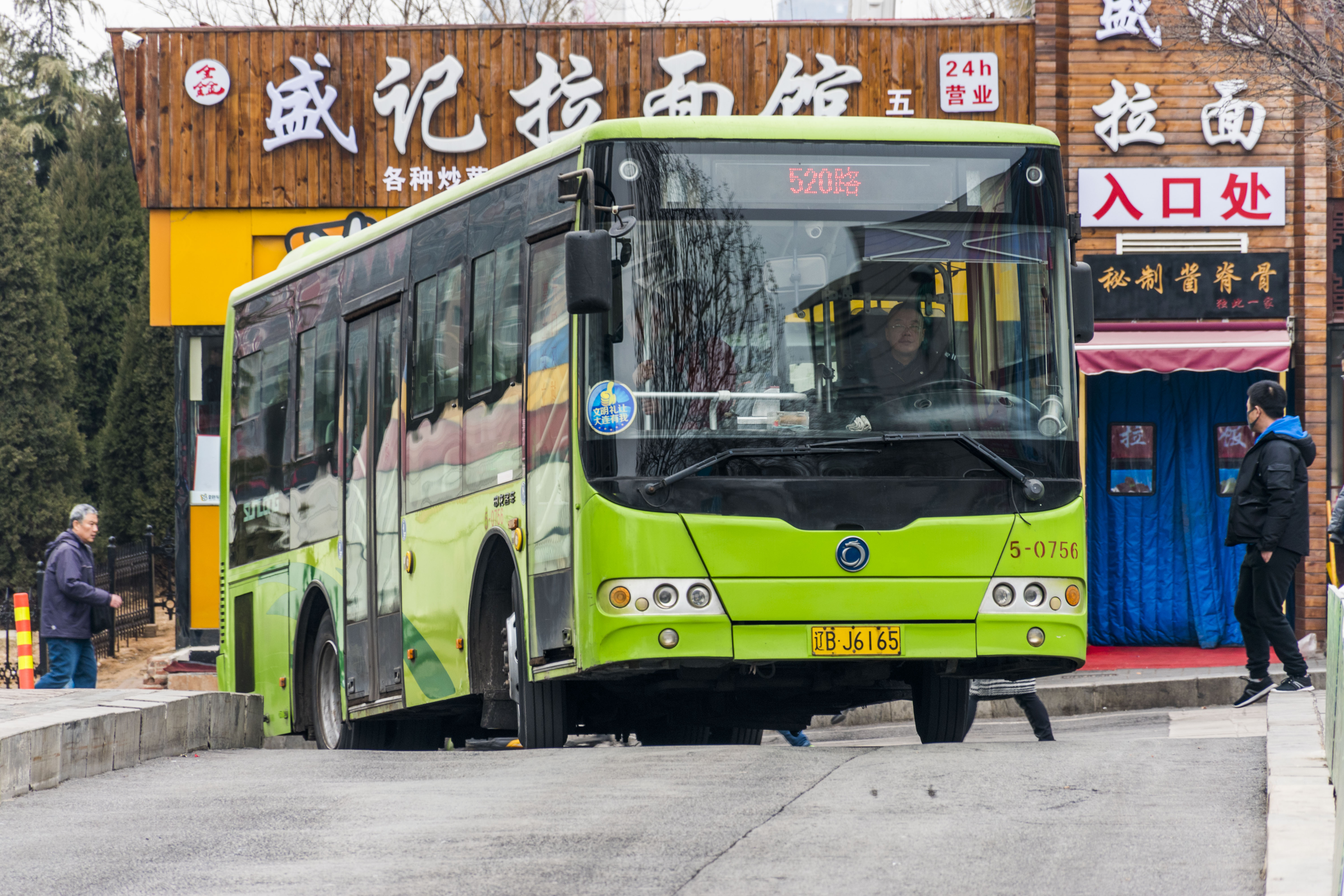
520路曾使用的SLK6855UF53，现已报废
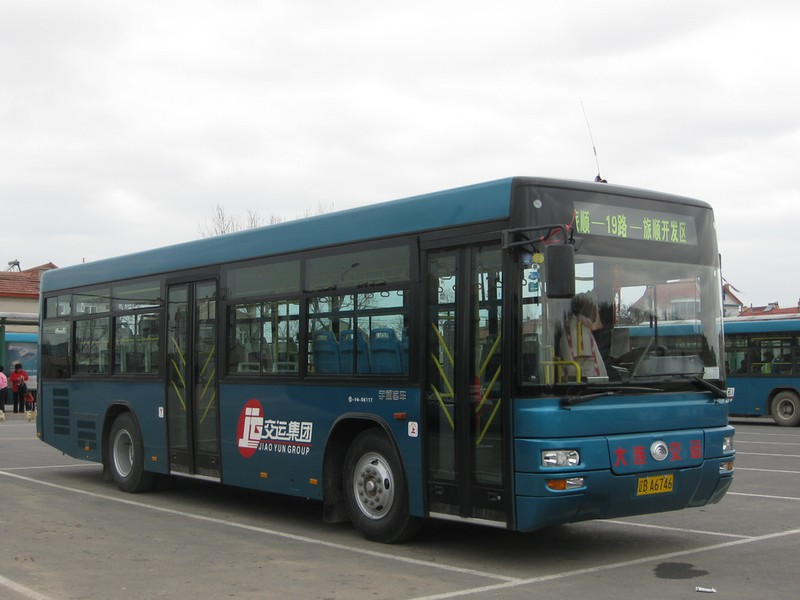
大连交运集团旅顺公交汽车分公司的ZK6108HGB，现已报废